# 억압과 억제
억압(抑壓, 영어: Repression, 독일어: Verdrängung)은 자아를 위협하는 소망이나 충동을 의식으로부터 무의식에 두는 것(그 목적을 달성 가능한 상황이 될 때까지 일시적으로만 잊는 것)이며, 따라서 의식되지 않은 채 그것들을 보관 유지한 상태이다. 정신분석에서는 상정되는 자아의 방어기제 가운데, 가장 기본적인 것이라고 생각한다. 분석심리학에서는 억눌린 소망과 행동을 그림자라는 원형에 포함시킨다.
억제(抑制, 영어: Suppression, 독일어: Unterdrückung)는 억압과 달리 당사자 스스로 행위를 안 하겠다고 결심하여 목적의 달성을 포기하는 것이다. 하지만, 본인의 욕구나 소망이 공감을 얻지 못한 채, 억제되면 억제될수록 사람이 폭주하게 된다는 것이 그 견해로서 있다.

## 개요
프로이트에서는 가장 기본적인 자아방어라고 생각하며 차단되고 원초적 자아(id)로부터 일어나는 충동을 거부했을 경우, 그 충동은 의식으로부터 무의식에 쫓아 버려진다. 그러한 활동을 억압이라고 말한다.
억압된 충동은 무의식으로부터 의식에 몇 번이나 부상하려고 시도하지만, 그 시도는 자주 유해하다고 생각된다. 왜냐하면 억압은 부모나 외적인 일에 부정된 소망이나 충동에 일어나기 때문이다.
무의식 중에 억압된 충동은, 그대로 무의식 중에 머물고 있는 것은 아니다. 여러 가지 우회로를 다니며 외부로 방출된다. 완전하게 억압되면, 그 충동은 자아에 의해서 변형되거나 승화되어 유효하게 활용되지만, 헛기침이나 실언 등의 말에 결합되어 표현되기도 한다. 또 다리가 움직이지 못하게 되는 등의 기질, 성병리나 불안신경증 등의 어떠한 증상에 의해서 의식에 나타나기도 한다. 이와 같이, 소망이나 충동을 억압한 본인은, 소망이나 충동을 억압하고 있는 것 자체를 의식하지 않기 때문에 스스로 자신이 그러하다는 것을 모른다. 하지만 억압된 소망이나 충동은, 본인의 육체나 사고를 통해서 반복적으로 의식하러 나오거나 그 본인을 움직이려고 한다. 다만 완전하게 무의식 중에 머무는 경우도 있다.
정신분석학에서 억압은 인격 발달을 위해서 필요한 개념이라고 생각되고 있다. 예를 들면 아기의 무렵의 기억이 없는 것은, 전형적인 억압에 의한 것이라고 말해지고 있어 왜 유아기의 기억이 잊는가 하면, 그것은 오이디푸스 컴플렉스에 의해서 부모님에게 많은 소망이나 충동이 금지되었기 때문이라고 설명하는 것이다. 이 생각은 과학적으로는 증명되어 있지 않지만, 사실, 조현병의 환자 등은 유아기의 기억의 억압이 확실히 되지 않고, 환각이나 환청으로서 이것을 생각해 내거나 한다고 한다. 또 예술 활동의 환상적인 작품을 만드는 모티프의 원천은, 이 억압되어 있지 않은 소망이나 충동이나 기억을 유효하게 활용한다고 한다.
프로이트에 의하면, 오이디푸스 컴플렉스에 의해 소망이나 충동이 억압되어 즉 무의식 중에 밀어넣어져 금지된 욕망으로부터 자아와 초자아가 분화한다. 이 때, 소망이나 충동을 무의식 중에 억압하기 때문에, 의식과 무의식이 발생하는 것이라고 말해진다. 자아(ego)와 에스(원초적 자아 id)가 분화되어 있지 않은 아이나 조현병 환자나 신경증 환자를 관찰하는 것에 의해서, 프로이트는 억압을 인격 형성의 중요한 계기라고 생각했다.

## 주기
억압 개념은 프로이트 이후의 정신분석가에 의해서 여러 가지로 말해지고 있으므로, 현재는 같은 용도로 사용된다고는 반드시 한정되지 않는다. 억압이 빈번히 일어나는 시기나 그것이 어떻게 행해지는지는 논자에 따라서 다르다.
외상성 사건의 기억에 관해서 '억압된 기억'이라는 용어가 있다. 이 개념은 충동은 아니고 기억에 중점을 두고 있으므로 억압과는 엄밀하게는 다르지만, 자주 혼동된다. 이 논란 '억압된 기억'의 존재 가능성을 둘러싸고, 1990년대 무렵에 격렬한 논의를 했다고 여겨지지만, '억압된 기억'은 있다.
문제는 '억압된 기억이 소생했다'는 그 내용을 항상 사실로서 믿어야 하는 것인가라는 점을 둘러싼 논쟁이며, 사람의 기억은 비디오와 같이 기억되는 것이 아니고, 생각해 내는 그 때에 구성되는 것이라는 것이 현재의 뇌과학, 및 인지심리학으로의 도달점이다.

## 같이 보기
- 정신분석
- 지그문트 프로이트
- 욕망
- 억압된 기억
- 정치적 억압